# Dejani
Dejani (německy Dannsdorf, maďarsky Dezsán) je rumunská vesnice, část obce Recea v župě Brašov v historickém regionu Sedmihradsko. V roce 2002 zde žilo 491 obyvatel. Nachází se v nadmořské výšce 590 m n. m. na úpatí pohoří Fagaraš a protéká tudy potok Râul Dejanilor. Nachází se zde kostel, klášter a chatová osada s několika penziony.